# Wicked Pictures
Wicked Pictures — американська компанія, заснована в 1993 році, займається виробництвом різних порноматеріалів. Розташована в Лос-Анджелесі, Каліфорнія, США. У 2006 році агентство Рейтер назвало її однією з провідних порностудій США. Студія знімає тільки гетеросексуальні фільми і з 2004 року дотримується політики зйомок сексу з презервативом.
У грудні 2010 року студія уклала договір з Manwin про управління їх веб-сайтом. У грудні 2020 року Стів Оренштайн продав студію компанії Gamma Entertainment, яка призначила Акселя Брауна на пост керівника виробництва.

## Нагороди
Перелік основних нагород, виграних фільмами студії:
- 1994 AVN Award — 'Best Video Feature' за фільм ‘'Haunted Nights[5]
- 1996 AVN Award — 'Best Film' за фільм ‘'Blue Movie[5]
- 1998 AVN Award — 'Best Vignette Release' за фільм ‘'Heart & Soul[5]
- 2001 AVN Award — 'Top Selling Release of the Year' за фільм ‘'Dream Quest[5]
- 2001 AVN Award — 'Top Renting Release of the Year' за фільм ‘'Dream Quest[5]
- 2002 AVN Award — 'Best Video Feature' за фільм ‘'Euphoria[5]
- 2003 AVN Award — 'Best DVD' за фільм ‘'Euphoria[5]
- 2004 AVN Award — 'Best Video Feature' за фільм ‘'Beautiful[5]
- 2007 AVN Award — 'Best Film' за фільм Manhunters[5]
- 2008 AVN Award — 'Best Sex Comedy' за фільм Operation: Desert Stormy[6]
- 2010 XBIZ Award — Peoples Choice 'Porn Studio of the Year' [7]
- 2011 XBIZ Award — Feature Studio of the Year [7]
- 2011 XBIZ Award — 'Feature Movie of the Year' за фільм Speed'[7]
- 2012 XBIZ Award — Best Art Direction за фільм The Rocki Whore Picture Show: A Hardcore Parody [7]
- 2012 XBIZ Award — Specialty Release of the Year за фільм Jessica Drake's Guide to Wicked Sex: Anal Edition
- 2012 XBIZ Award — All-Black Release of the Year за фільм A Touch of Seduction
- 2012 XBIZ Award — European Feature Release of the Year за фільм Les Filles de la Campagne
- 2013 AVN Award — Best Celebrity Sex Tape за фільм Octomom Home Alone
- 2013 XBIZ Award — Parody Release of the Year - Drama за фільм Inglorious Bitches
- 2013 XBIZ Award — All-Girl Release of the Year за фільм Girls With Girls
- 2014 XBIZ Award — Feature Movie of the Year за фільм Underworld
- 2014 XBIZ Award — Best Cinematography за фільм Underworld
- 2014 XBIZ Award — Best Art Direction за фільм Underworld
- 2014 XBIZ Award — Best Special Effects за фільм Underworld
- 2014 XBIZ Award — Best Editing за фільм Underworld
- 2015 XBIZ Award — Parody Release of the Year - Drama за фільм Cinderella XXX: An Axel Braun Parody)
- 2015 XBIZ Award — Best Actress/Parody: Jessica Drake за фільм Snow White XXX: An Axel Braun Parody
- 2015 AVN Award — Best Supporting Actress: Veronica Avluv за фільм Cinderella XXX: An Axel Braun Parody
- 2016 XBIZ Award — Parody Release of the Year за фільм Batman v. Superman XXX: An Axel Braun Parody

## Акторки

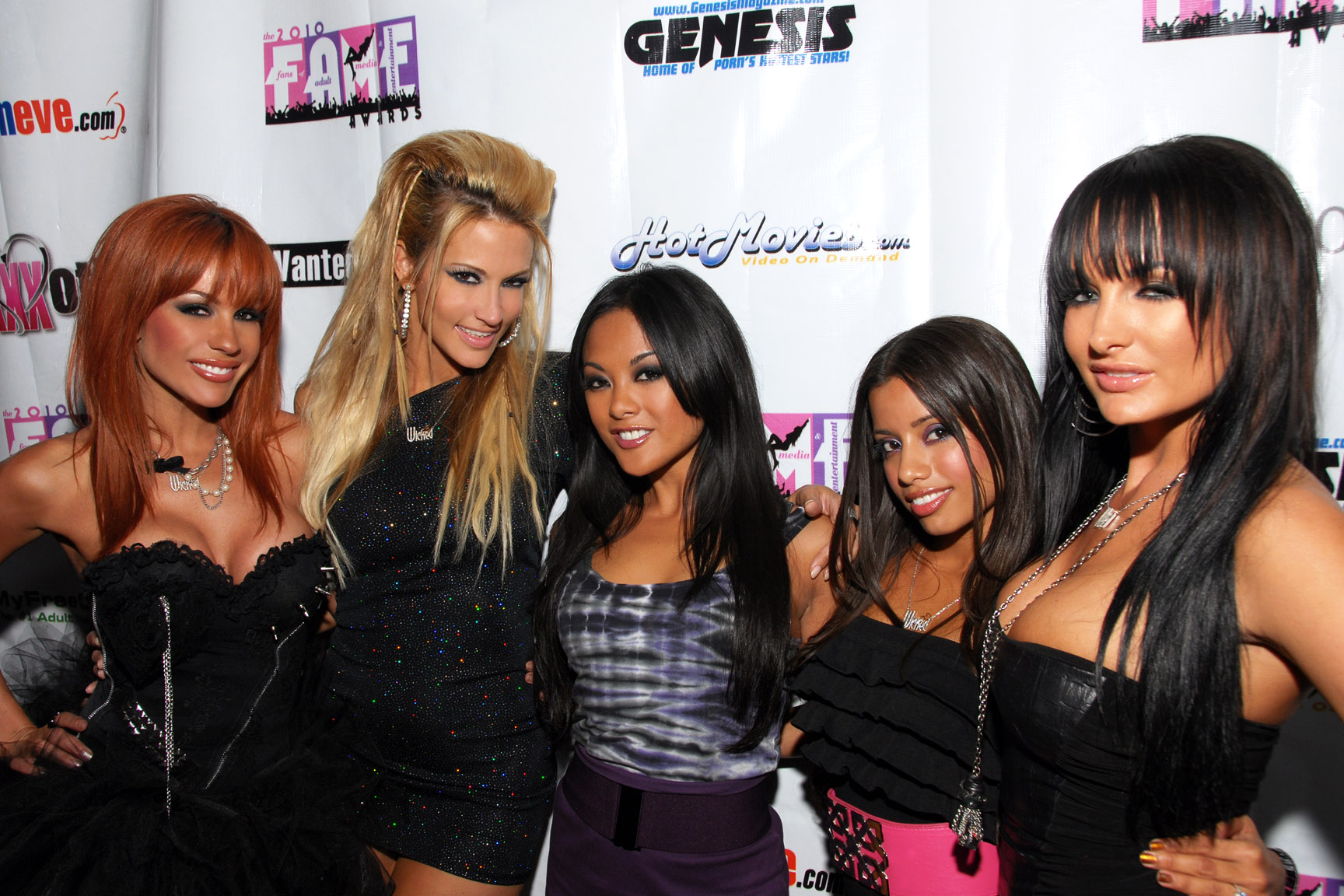
Акторки Wicked Pictures: Кірстен Прайс, Джессіка Дрейк, Кейлені Лей, Луп Фуентес та Алектра Блу — Голлівуд, 10 липня 2010

### У наш час[коли?]
- Стормі Деніелс (2002 -)
- Джесіка Дрейк (2003 -)
- Кейлені Лей (2003—2005, 2007 -)
- Алектра Блу (2008 -) [8]

### Колишні акторки
- Чейсі Лейн [9] (1993—1995)
- Дженна Джеймсон [10] (1995—2000) [11][12]
- Даллас (1993—1998)[13]
- Сереніті (1996—2001)
- Міссі (1997—1999)
- Стефані Свіфт [14] (1997—2002)
- Темптресс (1998—2000)
- Алекса Рей [15] (1999—2001)
- Девінн Лейн [16] (2000—2005)
- Сідні Стіл [17] (2001—2003) [18]
- Джулія Енн [19] (2001 [20] −2004, 2006—2007 [21])
- Кері Сейбл (2005) [22][23]
- Кармен Харт (2005—2007) [24]
- Мікайла Мендес (2008—2009) [8][25]
- Луп Фуентес (2010—2011)
- Кірстен Прайс (2005—2011)